# Silver Broom 1979
Air Canada Silver Broom 1979 var det 21. VM i curling for mænd. Turneringen blev arrangeret af International Curling Federation og afviklet i Allmend Eisstadion i Bern, Schweiz i perioden 26. marts – 1. april 1979 med deltagelse af ti hold. Schweiz var VM-værtsland for anden gang, men det var også anden gang, at Bern var værtsby.
Mesterskabet blev for første gang i historien vundet af Norge, som besejrede værtslandet Schweiz med 5-4 i finalen. Tredjepladsen gik til Canada, som tabte 3-6 til Norge i semifinalen, og som var bedre placeret i grundspillet end den anden tabende semifinalist, USA. Norges vinderhold kom fra Bygdøy Curling Club i Oslo og bestod af Kristian Sørum, Morten Sørum, Eigil Ramsfjell og Gunnar Meland, og det var samme hold, som året før vandt VM-sølv.
Danmark blev repræsenteret af et hold fra Hvidovre Curling Club bestående af Jørn Blach, Freddy Bartelsen, Bent Jørgensen og Antonny Hinge. Holdet endte på tiendepladsen efter én sejr og otte nederlag.

## Resultater
De ti deltagende hold spillede en enkeltturnering alle-mod-alle. De fire bedste hold gik videre til semifinalerne, hvor de spillede om to pladser i finalen. Tredjepladsen gik til den af de tabende semifinalister, der endte bedst placeret i grundspillet.

### Grundspil
| Runde | Kampe                  | Kampe | Kampe                  | Kampe | Kampe                   | Kampe | Kampe                | Kampe | Kampe                   | Kampe |
| ----- | ---------------------- | ----- | ---------------------- | ----- | ----------------------- | ----- | -------------------- | ----- | ----------------------- | ----- |
| 1     | USA - Frankrig         | 8-3   | Schweiz - Italien      | 7-4   | Norge - Danmark         | 4-3   | Skotland - Canada    | 4-3   | Vesttyskland - Sverige  | 12-30 |
| 2     | Vesttyskland – Schweiz | 6-5   | Sverige – Skotland     | 7-6   | USA – Italien           | 11-50 | Frankrig – Danmark   | 6-4   | Norge – Canada          | 6-4   |
| 3     | Norge – Sverige        | 8-5   | Canada – Frankrig      | 6-4   | Schweiz – Skotland      | 10-70 | USA – Vesttyskland   | 9-6   | Italien – Danmark       | 8-3   |
| 4     | Skotland – Danmark     | 12-30 | Norge – USA            | 6-5   | Canada – Vesttyskland   | 6-3   | Sverige – Italien    | 10-20 | Frankrig – Schweiz      | 7-4   |
| 5     | Canada – Italien       | 6-4   | Skotland – Frankrig    | 5-3   | Schweiz – Danmark       | 5-2   | Vesttyskland – Norge | 9-6   | USA – Sverige           | 9-2   |
| 6     | Schweiz – USA          | 4-3   | Vesttyskland – Italien | 8-4   | Norge – Skotland        | 6-5   | Sverige – Frankrig   | 10-40 | Canada – Danmark        | 9-4   |
| 7     | Canada – Sverige       | 6-5   | Schweiz – Norge        | 5-4   | Italien – Frankrig      | 6-3   | USA – Danmark        | 8-2   | Skotland – Vesttyskland | 7-5   |
| 8     | Vesttyskland – Danmark | 8-5   | Canada – USA           | 6-4   | Schweiz – Sverige       | 7-6   | Skotland – Italien   | 7-4   | Norge – Frankrig        | 6-1   |
| 9     | Italien – Norge        | 7-6   | Danmark – Sverige      | 5-4   | Vesttyskland – Frankrig | 7-4   | Schweiz – Canada     | 6-5   | USA – Skotland          | 5-4   |
| TB1   | Canada – USA           | 8-4   | Norge – Vesttyskland   | 6-5   |                         |       |                      |       |                         |       |
| TB2   | Vesttyskland – USA     | 7-4   |                        |       |                         |       |                      |       |                         |       |

| Plac. | Hold         | Vundne | Tabte |
| ----- | ------------ | ------ | ----- |
| 1.    | Schweiz      | 7      | 2     |
| 2.    | Norge        | 6      | 3     |
| 3.    | Canada       | 6      | 3     |
| 4.    | Vesttyskland | 6      | 3     |
| 5.    | USA          | 6      | 3     |
| 6.    | Skotland     | 5      | 4     |
| 7.    | Sverige      | 3      | 6     |
| 8.    | Italien      | 3      | 6     |
| 9.    | Frankrig     | 2      | 7     |
| 10.   | Danmark      | 1      | 8     |

### Slutspil
| Runde       | Kamp                   | Res. |
| ----------- | ---------------------- | ---- |
| Semifinaler | Norge - Canada         | 6-3  |
| Semifinaler | Schweiz - Vesttyskland | 9-5  |
| Finale      | Norge - Schweiz        | 5-4  |

### Samlet rangering
| Plac. | Hold         | 4                  | 3                 | 2                   | 1                  |
| ----- | ------------ | ------------------ | ----------------- | ------------------- | ------------------ |
| Guld  | Norge        | Kristian Sørum     | Morten Sørum      | Eigil Ramsfjell     | Gunnar Meland      |
| Sølv  | Schweiz      | Peter Attinger Jr. | Bernhard Attinger | M. Neuenschwander   | Ruedi Attinger     |
| 3.    | Canada       | Barry Fry          | Bill Carey        | Gordon Sparkes      | Bryan Wood         |
| 4.    | Vesttyskland | Keith Wendorf      | Balint von Bery   | S. Fischer-Weppler  | Heino von L'Estocq |
| 5.    | USA          | Scott Baird        | Dan Haluptzok     | Mark Haluptzok      | Bob Fenson         |
| 6.    | Skotland     | Jimmy Waddell      | Willie Frame      | Jim Forrest         | George Bryan       |
| 7.    | Sverige      | Anders Grahn       | Ken Bruneflod     | Karl-Erik Bruneflod | Roger Bredin       |
| 8.    | Italien      | Giuseppe dal Molin | Andrea Pavani     | Giancarlo Valt      | Enea Pavani        |
| 9.    | Frankrig     | Georges Magnier    | Pierre Saas       | René Robert         | Gérard Wendling    |
| 10.   | Danmark      | Jørn Blach         | Freddy Bartelsen  | Bent Jørgensen      | Antonny Hinge      |